# John Norman Davidson Kelly
John Norman Davidson Kelly (ur. 13 kwietnia 1909 w Brigde of Allan (hrabstwo Stirling), zm. 31 marca 1997 w Oksfordzie) – brytyjski teolog i patrysta, zajmujący się historią chrześcijaństwa. Wieloletni wykładowca Uniwersytetu Oksfordzkiego, autor książek dotyczących chrześcijaństwa, duchowny anglikański.

## Życiorys
Był jednym z piątki dzieci szkockiego nauczyciela Johna Kelly’ego i jego angielskiej żony, Anne. Z powodu kłopotów finansowych rodziny, Kelly początkowo pobierał nauki w domu. Następnie, w 1925 wstąpił na University of Glasgow, który ukończył z wyróżnieniem w 1929. Wkrótce potem zaczął kolejny etap studiów na Queen’s College w Oxfordzie. W 1933 otrzymał tytuł Literae Humaniores. Pomimo że wychował się jako prezbiterianin, postanowił przynależeć do Kościoła Anglii i przystąpił do St. Stephen's House w Oxfordzie. W 1934 został diakonem w parafii św. Andrzeja w Northamptonshire. Nie ukończył tam jednak swojej rocznej posługi diakońskiej, gdyż powrócił na Uniwersytet Oxfordzki (St. Edmund Hall) jako kapelan i wykładowca teologii i filozofii (a później także biblistyki). W 1937 został wicedyrektorem college’u i uczył tam przez cały okres II wojny światowej. W 1951 został dyrektorem i pełnił ten urząd aż do odejścia na emeryturę w 1979.
Początkowo, odmówił posługi starszego kapelana w Pałacu Lambeth, ze względu na niechęć do arcybiskupa, Geoffreya Fishera. Jednak, gdy arcybiskupem Canterbury został Arthur Ramsey, Kelly przyjął stanowisko przewodniczącego komisji ds. kontaktów z Kościołem katolickim i pełnił je w latach 1964–1968. W 1966 towarzyszył Ramseyowi w podróży do Rzymu i podczas spotkania z papieżem, Pawłem VI.
Kelly nigdy nie założył rodziny. Za swoją pracę naukową został uhonorowany tytułem Doctor of Divinity (1951) oraz członkostwem w British Academy (1965). Zmarł w hospicjum im. Michaela Sobella.

## Publikacje
- Encyklopedia papieży (Państwowy Instytut Wydawniczy, 1997)
- Początki doktryny chrześcijańskiej (Pax, 1988)
- Złote usta: Jan Chryzostom – asceta, kaznodzieja, biskup (Homini, 2001)
- Hieronim: życie, pisma, spory (Państwowy Instytut Wydawniczy, 2003)